# Canciones del 900
Canciones del 900 es un álbum de estudio de compuesto por Luis Advis e interpretado por la folclorista Margot Loyola, lanzado en 1972 por el sello chileno DICAP, y relanzado en disco compacto en 2007 por la misma casa discográfica. En palabras de Loyola, este es el mejor disco de su carrera.

## Lista de canciones
Toda la música compuesta por Luis Advis. 
| Lado A |                                    |               |          |  |
| N.º    | Título                             | Letras        | Duración |  |
| 1.     | «Polca de los acacios»             | Luis Advis    | 2:57     |  |
| 2.     | «Esa tarde triste»                 | Luis Advis    | 3:59     |  |
| 3.     | «Cuplé de la viuda»                | Jaime Silva   | 3:05     |  |
| 4.     | «Al mirar tus ojos negros»         | Luis Advis    | 3:55     |  |
| 5.     | «Pasodoble de la Plaza de Armas»   | Carlos Graves | 3:43     |  |
| 6.     | «Polonesa de la enamorada»         | Julio Rojas   | 3:26     |  |
| 7.     | «Chotis de la P...»                | Julio Rojas   | 3:08     |  |
| 8.     | «Mazurca de la soltera»            | Jaime Silva   | 3:30     |  |
| 9.     | «Polca de la recién casada»        | Julio Rojas   | 2:09     |  |
| 10.    | «Habanera triste»                  | Julio Rojas   | 3:40     |  |
| 11.    | «Melopea e Himno de la sufragista» | Luis Advis    | 3:20     |  |
| 36:18  |                                    |               |          |  |

## Créditos
Intérpretes
- Margot Loyola: voz
- Luis Advis: música y piano

Invitados
- Eliana Valle: piano
- Emilio Rojas: flauta dulce
- José Goles: piano
- Julio Escobar: guitarra y mandolina
- Adrián Miranda: arpa
- Hernán Inzunza: tormanto
- Esther Martínez: voz y guitarra
- Jaime Torres: contrabajo
- Joaquín Espaza: laúd
- José Ramírez: violín y batería